# Vera Duarte
Vera Valentina Benrós de Melo Duarte Lobo de Pina (sinh 02 tháng 10 năm 1952), còn được gọi là Vera Valentina Benrós de Melo Duarte Lobo de Pina và Vera Duarte Martins,  là mộtnhà hoạt động nhân quyền, tướng chính phủ và chính trị gia người Cabo Verde.

## Tiểu sử
Duarte được sinh ra ở Mindelo trên đảo São Vicente. Bà dành những năm đầu tiên đi học ở Cape Verde. Bà đã đi du học ở Bồ Đào Nha tại Đại học Lisbon.
bà trở về Praia ở Cape Verde và trở thành thẩm phán cố vấn tại Tòa án tối cao. Sau đó, bà trở thành và cố vấn cho Tổng thống Cộng hòa.
Duarte là người nhận giải Bắc Nam khai mạc năm 1995, cùng với nhạc sĩ, Peter Gabriel. Giải thưởng North South South được trao tặng hàng năm cho những người nhận trong lĩnh vực nhân quyền bởi Trung tâm South North của Hội đồng Châu Âu. Bà cũng là một thành viên sáng lập của Diễn đàn Lisbon.
Duarte là Capeverdean duy nhất có giải thưởng U Tam'si cho Thơ châu Phi giành được năm 2001.
Duarte đồng sáng lập và chủ trì Ủy ban Quốc gia về Nhân quyền và Quyền bàng dân của Cape Verde năm 2003. Gần đây nhất, Duarte đã từng là Bộ trưởng Giáo dục của Cape Verdean.

## bàng trình

### Thơ
- 1993 - Amanhã amadrugada
- 2001 - O arquipélago da paixão
- 2005 - Preces e súplicas ou os cânticos da desesperança
- 2010 - Bài tập poéticos

### Tiểu thuyết
- 2003 - A candidata (Ứng cử viên)

### Tiểu luận
- 2007 - Construindo a utopia (Xây dựng không tưởng) [5]